# ناحیه سنت جوزف چارتر، میشیگان
ناحیه سنت جوزف چارتر (به انگلیسی: St. Joseph Charter Township) یک منطقهٔ مسکونی در ایالات متحده آمریکا است که در شهرستان برین، میشیگان واقع شده‌است.
 ناحیه سنت جوزف چارتر ۱۸٫۰ کیلومتر مربع مساحت و ۱۰٬۰۲۸ نفر جمعیت دارد و ۱۹۸ متر بالاتر از سطح دریا واقع شده‌است.